# Станція теплопостачання «Позняки»
Станція теплопостачання «Позняки» (СТ «Позняки») — наймолодша теплостанція Києва, одна з наймолодших в Україні, введена в експлуатацію 1 березня 2011 року. Станція забезпечує теплом і гарячою водою близько 300 тисяч мешканців житлових масивів Позняки, Осокорки та Харківський в управлінні муніципального комунального підприємства Київтеплоенерго.
Керівництво міста планує здійснити реконструкцію станції до 2030 року.

## Опис
Станція теплопостачання розташовується біля Бортницької станції аерації. Оточена озерами Тягле та Вязки з заходу, та магістральним каналом Бортницької станції аерації зі сходу. Її будівництво було розпочато 1989 року. В 2010 було завершено будівництво першої черги станції, 1 березня 2011 року станцію відкрив голова Київської міської державної адміністрації Олександр Попов. В 2012 році будівництво станції було завершено. В 2014 році завершено перший етап будівництва перемички між тепловими мережами станції теплопостачання «Позняки» та заводом «Енергія». З введенням в експлуатацію теплотраси, теплом було забезпечено приблизно 100 житлових будинків масиву Позняки. Станція обладнана двома водогрійними і двома паровими котлами, тепло зі станції до споживачів поставляється за допомогою тепломагістралі діаметром 1000 мм. Проектна потужність теплостанції «Позняки» становила 200 Гкал/год., навантаження на тепломагістраль взимку сягала 60-130 Гкал/год. в залежності від температурного графіка. Із зростанням навантаження на устаткування станції гостро постало питання збільшення її потужності. В кінці 2017 року був встановлений котел КВГ-116,3-150 продуктивністю 100 Гкал/год. Викиди оксиду азоту і окису вуглецю нового обладнання відповідають європейським екологічним нормам. У 2018-2019 рр. на станції теплопостачання планувалося встановити ще один котел продуктивністю 100 Гкал/год. і побудувати тепломагістраль діаметром 1000 мм., а надалі встановити ще два котла по 100 Гкал/год.